# Kremlin de Tobolsk
El kremlin de Tobolsk (en ruso: Тобо́льский кремль) es un kremlin construido en piedra en Rusia en Siberia, testimonio único de la arquitectura civil siberiana en la ciudad de Tobolsk. Las ciudades antiguas rusas no estaban protegidas por murallas y solamente sus respectivas partes centrales (donde estaban situadas la catedral, el palacio del soberano y otros edificios relevantes), sí estaban rodeadas por estas defensas.
En 2008, en la votación popular del concurso organizado por el diario  Izvestia, Radio Mayak y el canal de televisión Rossiya 1 para elegir las Siete maravillas de Rusia, fue considerado uno de los siete semifinalistas.

## Historia

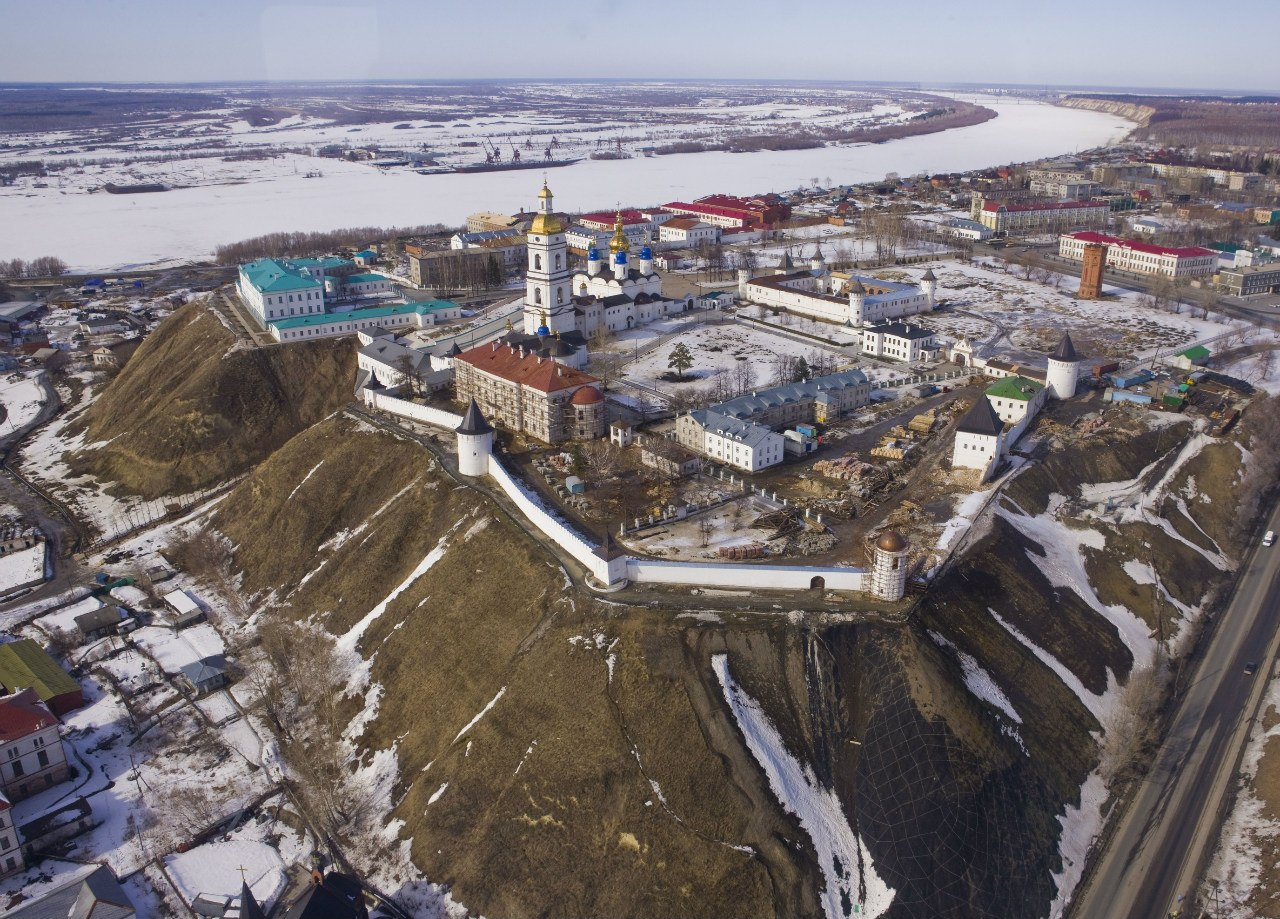
Foto aérea del kremlin tomada por Dmitri Medvédev en su época como presidente de la Federación de Rusia

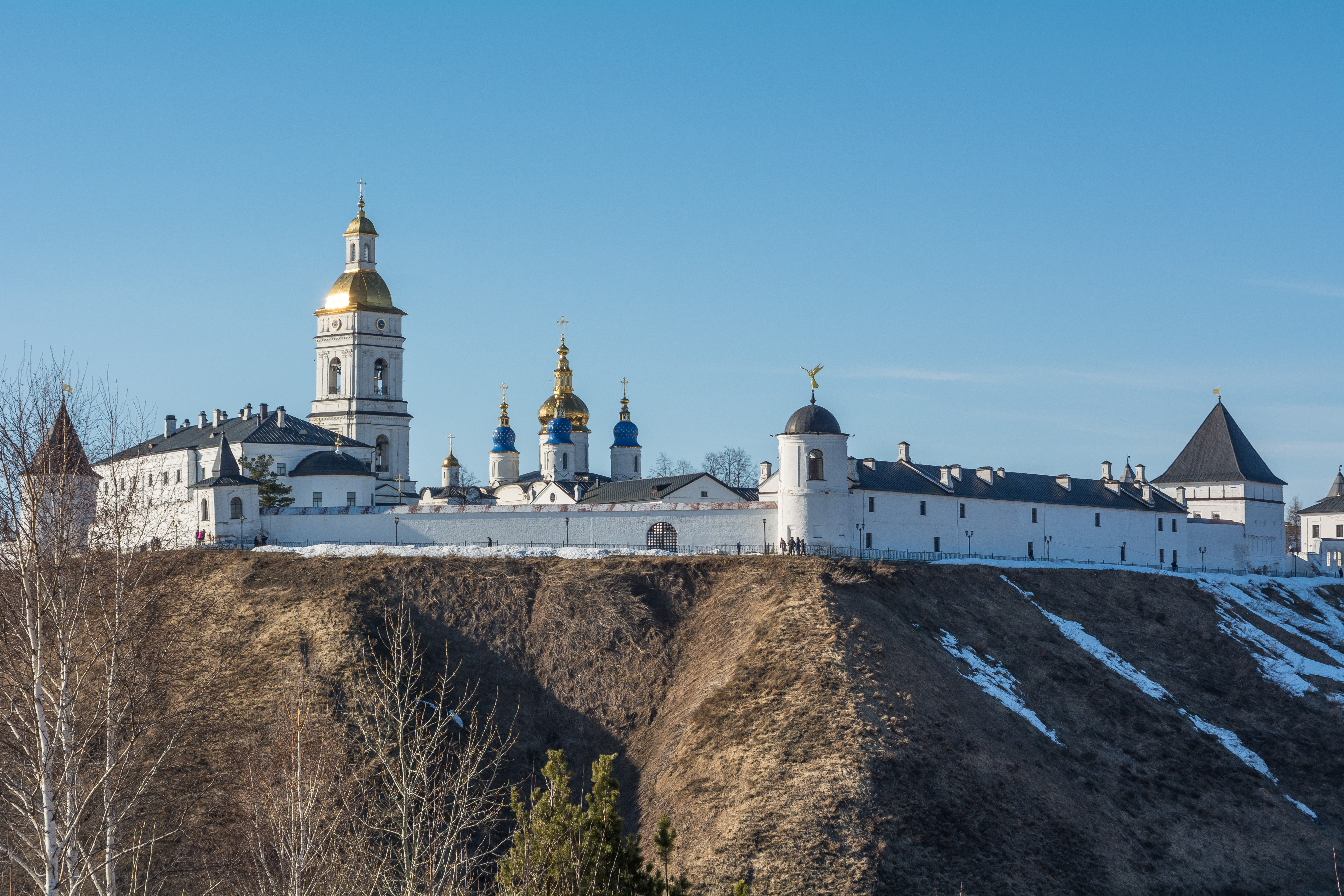
El kremlin sobre su promontorio

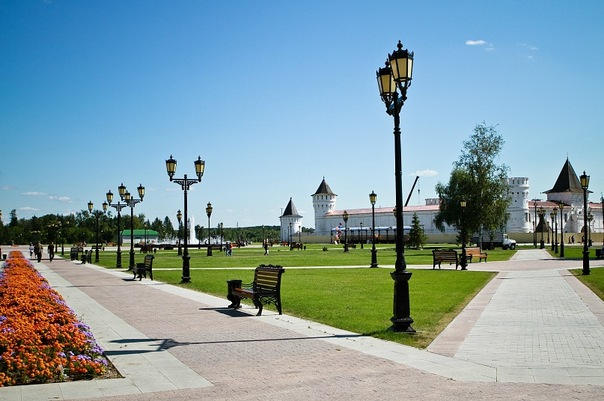
La plaza Remezov frente al Gostiny Dvor

La ciudad de Tobolsk fue fundada en 1587. En el siglo XVII, se convirtió en la capital de Siberia y en el siglo XVIII en uno de los principales centros de Rusia y del Gobierno de Tobolsk. Moscú fomentó fuertemente las construcciones de piedra en este kremlin. De 1683 a 1686, de Moscú y  de Veliki Oustioug  fueron enviados albañiles y aprendices para construir la catedral de Santa Sofía en Tobolsk.
A finales del siglo XVII, principios del siglo XVIII, se construyeron los muros de piedra y las torres del kremlin, así como una serie de edificios que ya no se conservan hoy y que se ubicaban sobre un eje situado al oeste de la catedral: la catedral de la Trinidad, las santas puertas, así como la iglesia de San Sergio de Rádonezh y su campanario. Fue el metropolitano de Siberia, Pavel, quien encargó estos trabajos. había sido antes de su nombramiento en Tobolsk, el archimandrita del monasterio de Tchoudov en el kremlin de Moscú. La catedral está construida con una planta en cruz y está coronada con cinco cúpulas
A finales del siglo XVII Semión Rémezov, cartógrafo e historiador de Siberia comenzó a realizar parte del proyecto aprobado por Moscú. Fue en Moscú donde se formó en la construcción en piedra. En el lado sur de la colina de Tobolsk, levantó el palacio de los Decretos (1699-1704) y al noroeste construyó el  Gostiny dvor  (1702-1706), la puerta de entrada monumental. El kremlin de Remezov se convirtió en el nuevo centro administrativo de Siberia. Repitió la disposición de los muros y torres de esquina ya utilizadas por sus predecesores. Pero sus edificios tienen todas las características estilísticas de la arquitectura moscovita del siglo XVII.
Pedro el Grande protegió la ciudad de Tobolsk y le gustaba darle una apariencia digna de la capital de Siberia. El príncipe Matvéi Gagarin fue nombrado como el primer gobernador del Gobierno de Siberia. En el kremlin se construyeron impresionantes edificios tanto administrativos como militares, comerciales, culturales y religiosos. Para construirlos se utilizó la mano de obra de los prisioneros suecos retenidos en Tobolsk. Para evitar la erosión de la colina sobre la cual se construye el Kremlin, se desvió el curso del río Irtish  hacia el sur a dos verstas de la ciudad. En 1712, de acuerdo con el proyecto de Remezov, entre el kremlin y el patio del obispo, se construyó la torre de piedra de la puerta Dmitrievski y en el lado de la colina, la iglesia de la Ascensión (que se derrumbó en 1717).
A pesar de la prohibición en 1714 de construir piedra durante la construcción de la ciudad de San Petersburgo, el príncipe Gagarin hizo continuar los trabajos realizados en Tobolsk. Pero en 1718 fue llamado a San Petersburgo acusado de malversación de fondos y de planear separar a Siberia de Rusia. Este primer gobernador de Siberia, cuyos poderes se extendieron desde el río Kama hasta Alaska, fue ejecutado por una concusión en 1721.
La puerta Dmitrievski permanece como un arco de triunfo simbólico e inacabado, abriendo la puerta de Rusia hacia Siberia. También, pero sin terminar, la capilla en honor a Demetrio de Tesalónica, santo patrón de Yermak Timoféyevich. La casa de impuestos, llamada Renterey,  recuerda al iassak, un impuesto pagado en especie con las pieles de animales de pelo, riqueza de Siberia. La construcción de piedra en el kremlin continuó durante casi treinta años.
Entre 1743 y 1746, se agregó la construcción de la iglesia de la Intercesión, un edificio con refectorio, vecino de la catedral de Santa Sofía y utilizado como iglesia de invierno. El conjunto, a pesar del carácter profundamente ruso, se distingue por sus características más latinas introducidas en el siglo XVIII por la jerarquía originaria de Ucrania y presente en Tobolsk. Su deseo de afirmar sus propias concepciones estéticas se refleja, por ejemplo, en la construcción de una cubierta con cinco cúpulas de estilo barroco para la catedral de Santa Sofía.
En 1782 se instituyó un gobierno general en Tobolsk, reagrupando con él las ciudades de Siberia occidental que le estaban sometidas. El nuevo arquitecto del gobierno A. Goutchev estableció un nuevo plan general de la ciudad que requería de grandes obras. El clasicismo requirió cambios en la estructura de una fortaleza cerrada para convertirla en un espacio abierto al público. Propuso construir dos nuevos edificios de dos pisos: el palacio del gobernador y la casa del obispo. Las murallas de la fortaleza y las torres se destruyeron de forma gradual y parcial. Se construyeron en las laderas de la colina los muros de contención próximos a Santa  Sofia y también un nuevo campanario, el edificio más alto de la ciudad, con varios niveles, elevantado en 1799. Desde este año 1799 la construcción de edificios públicos se detuvo. En el siglo XIX, el kremlin se mantuvo como una prisión de tránsito.

Vista del kremlin

## Conservación y reconstrucción
Desde 1925 se tomaron disposiciones para la preservación del Kremlin. En 1939, fue retomado como monumento de interés histórico y cultural protegido como tal por el estado. En 1952, se restauraron las degradaciones de la mampostería. En 1961, se creó un museo-reserva de Tobolsk para centralizar la gestión de todos los edificios históricos de la ciudad. En 1969, se realizó un simposio sobre el estudio y la conservación de los edificios, que planificó los trabajos de restauración para la década de 1970. Durante quince años, los muros y las torres se reforzaron y restauraron. Del mismo modo, las coberturas de zakomars de la catedral de Santa Sofía, la fachada del Gostiny Dvor, los cimientos de la Renterey.

## Galería de imágenes

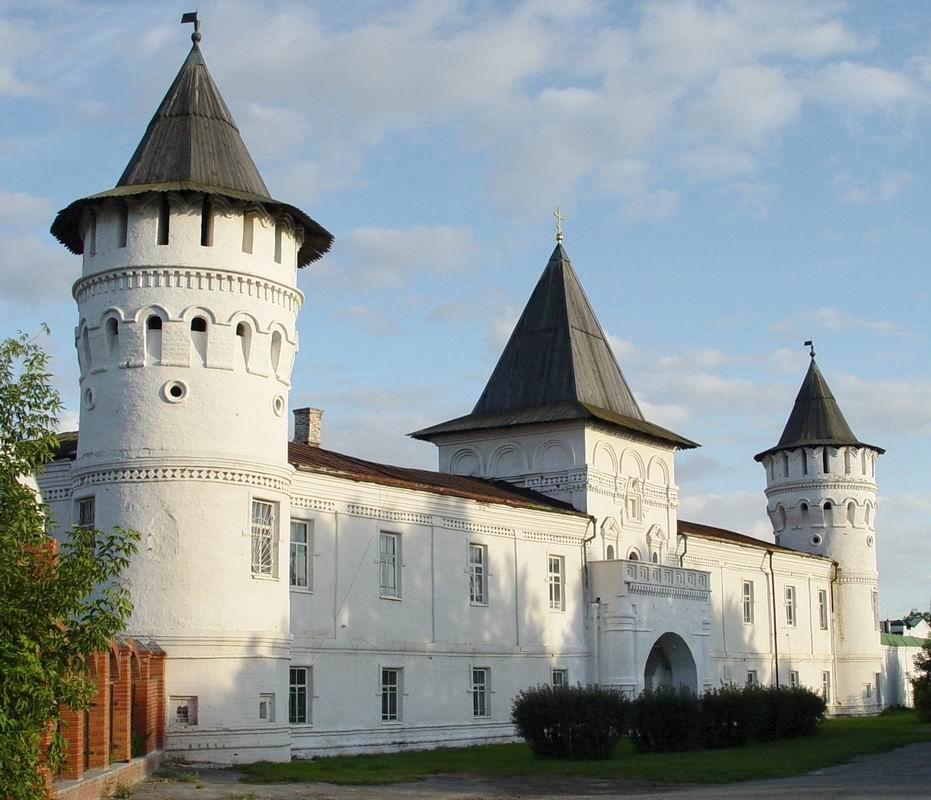
Gostiny dvor.
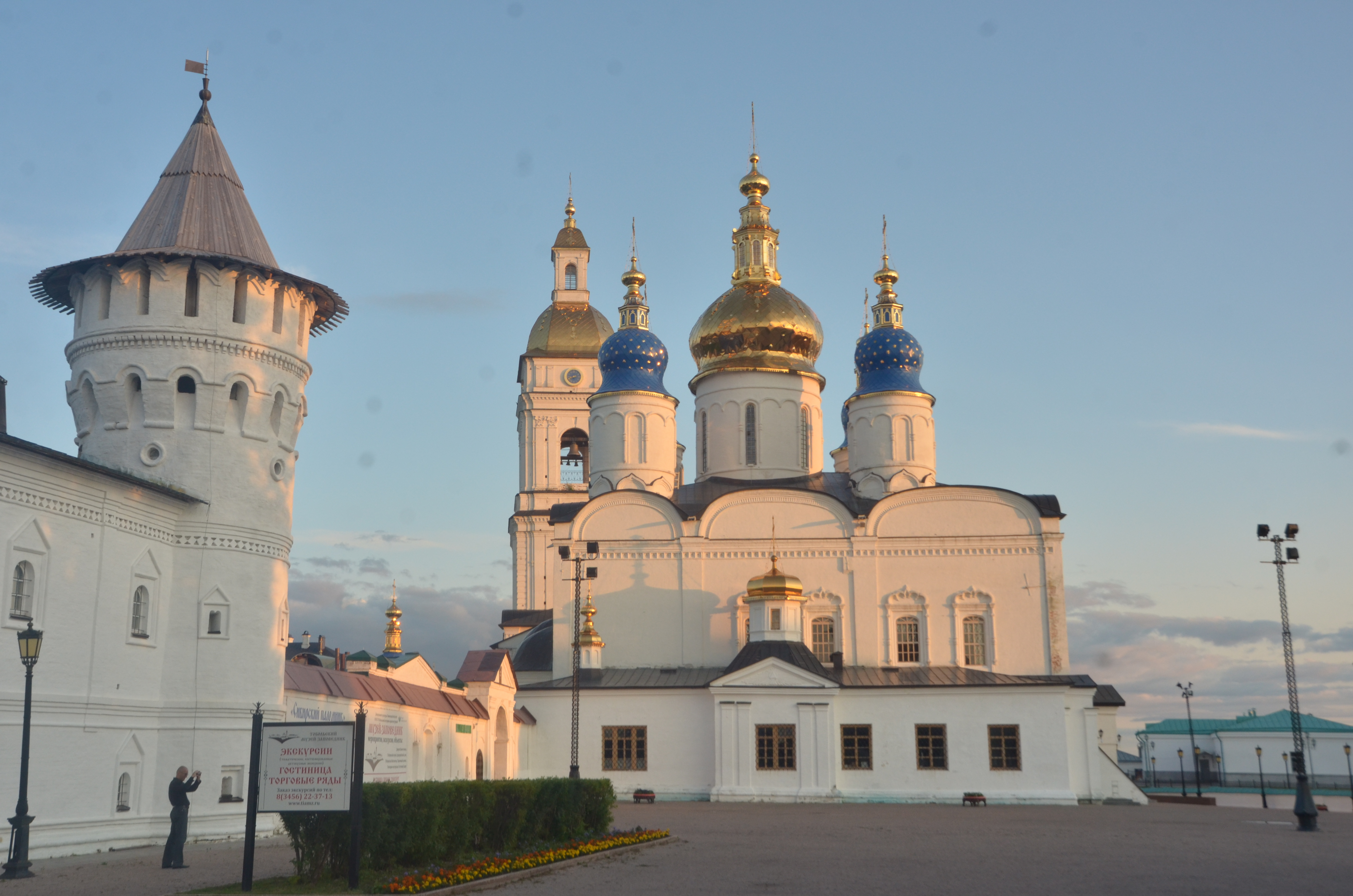
Catedral de Santa Sofía y su campanario
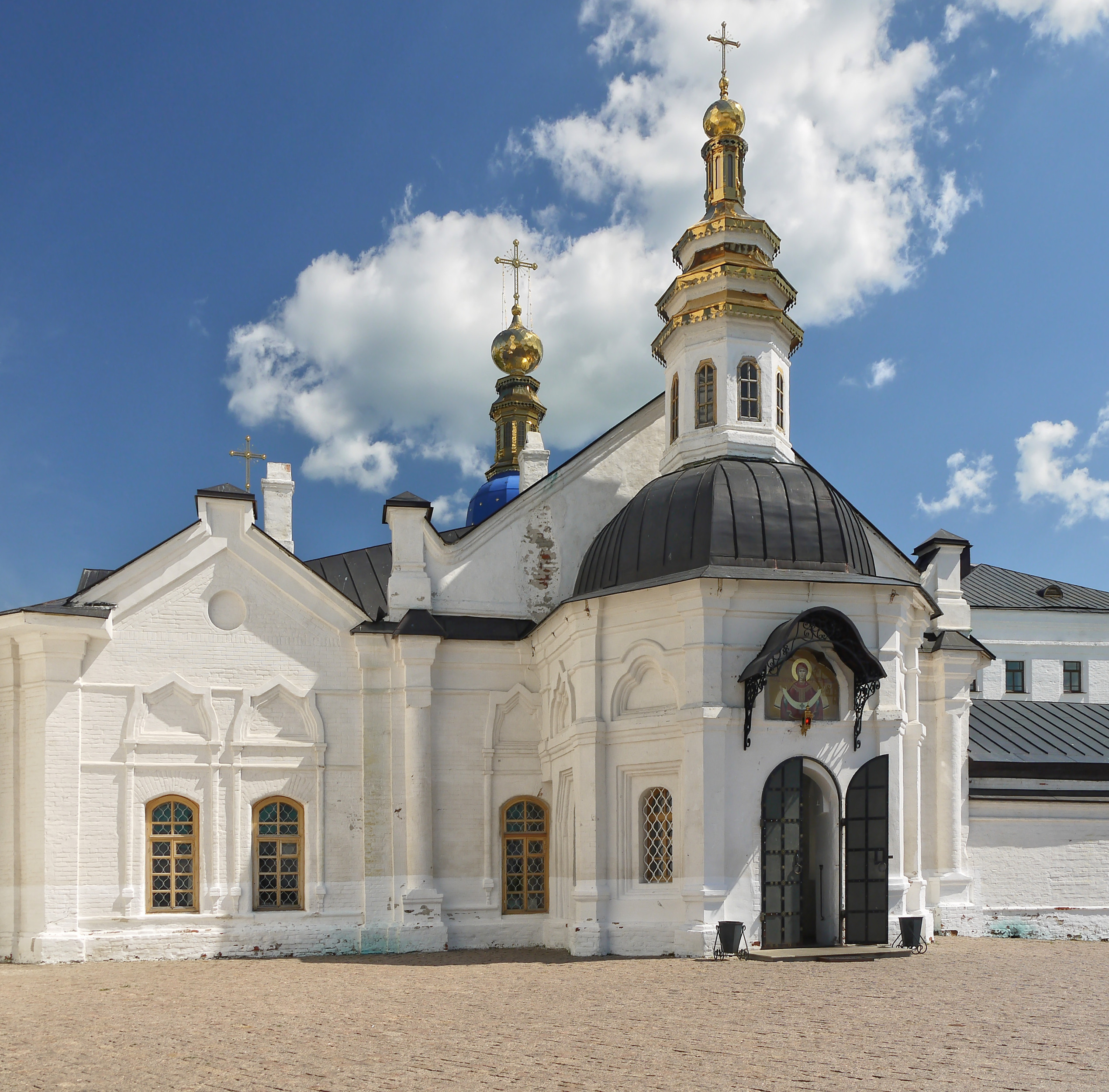
Catedral de la Intercesión (iglesia de invierno)
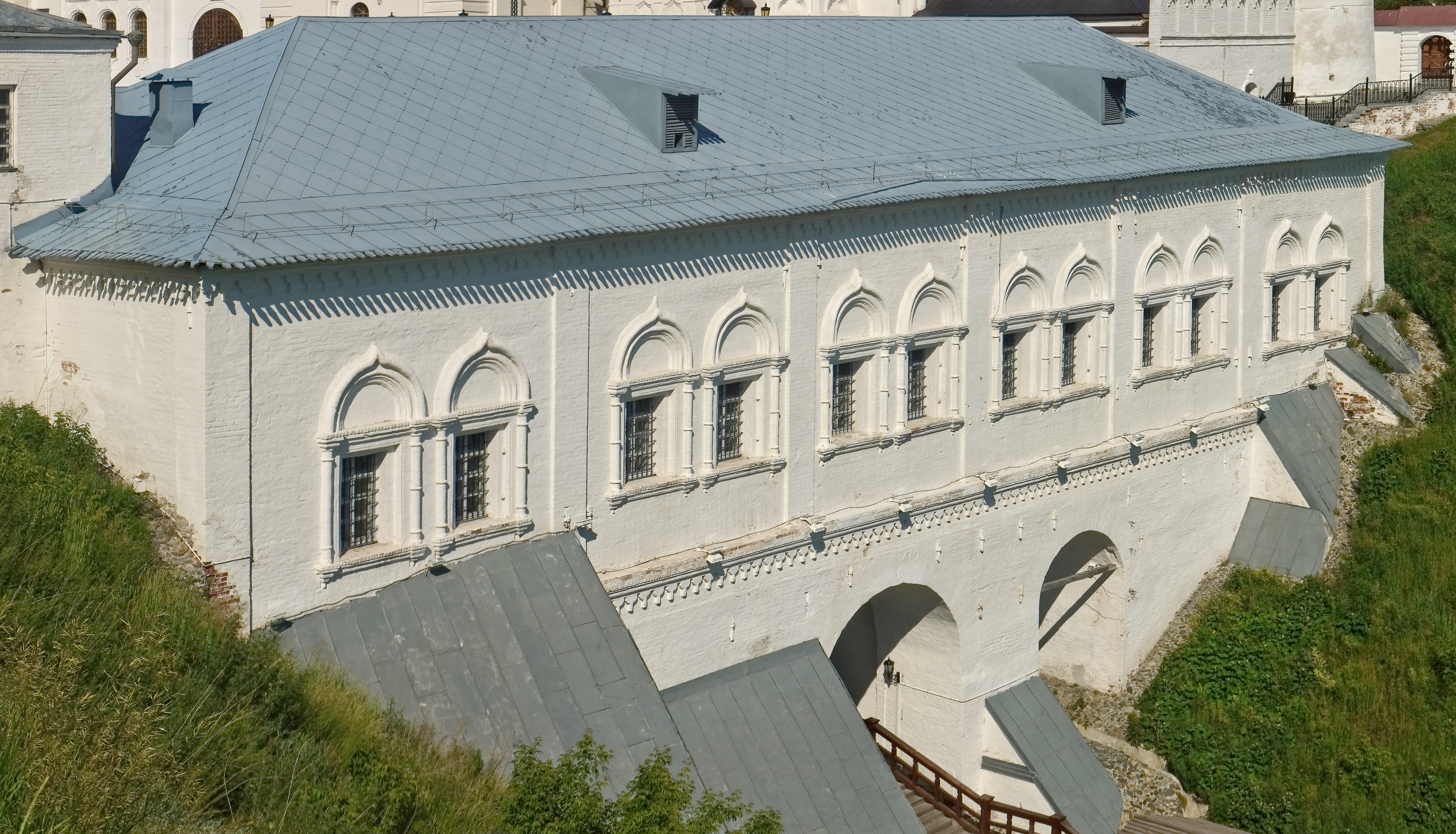
La Renterey o casa de impuestos
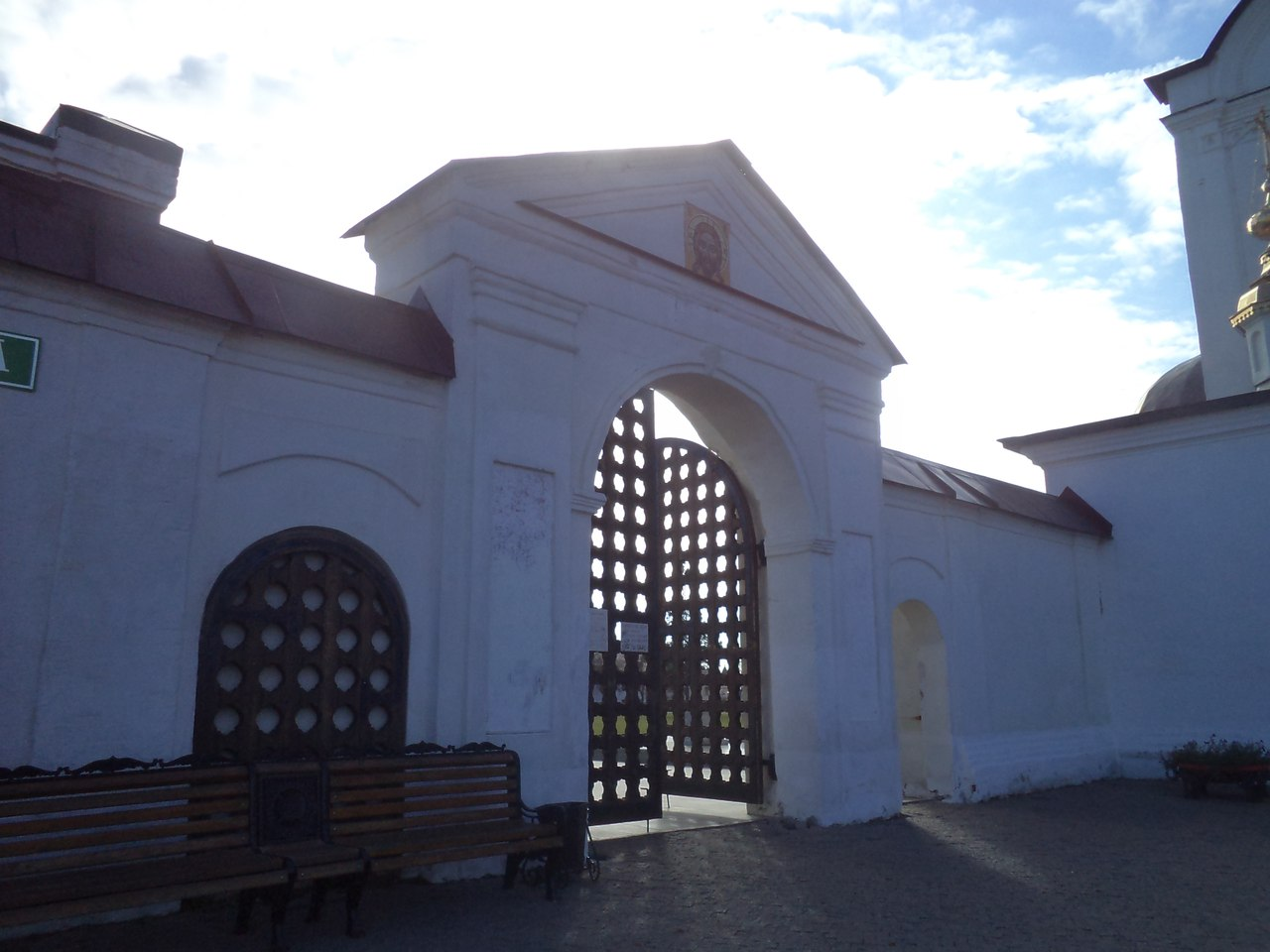
Las santas puertas (al oeste)
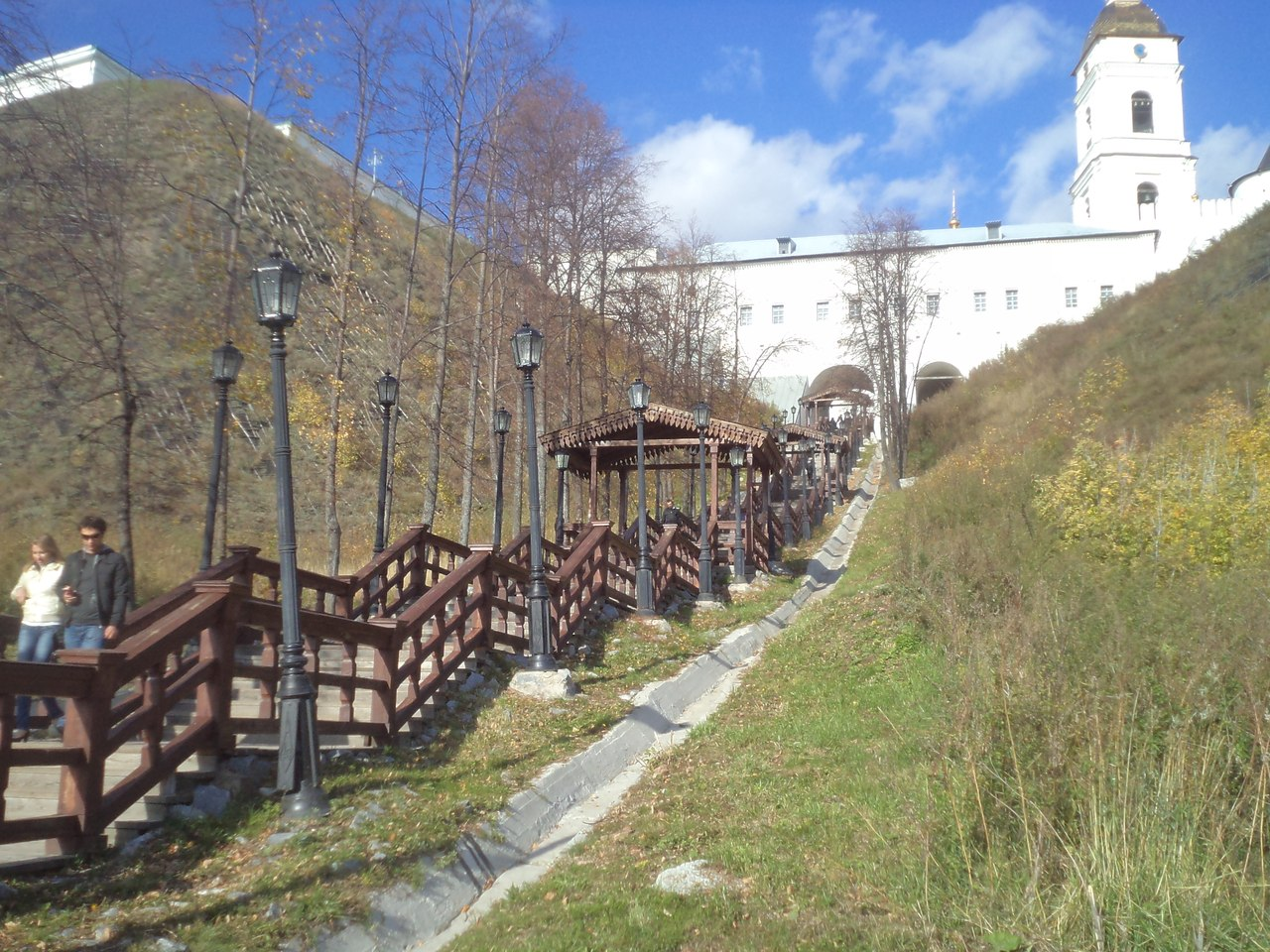
Ascenso hacia Santa Sofía, con la Renterey

Las murallas y las torres
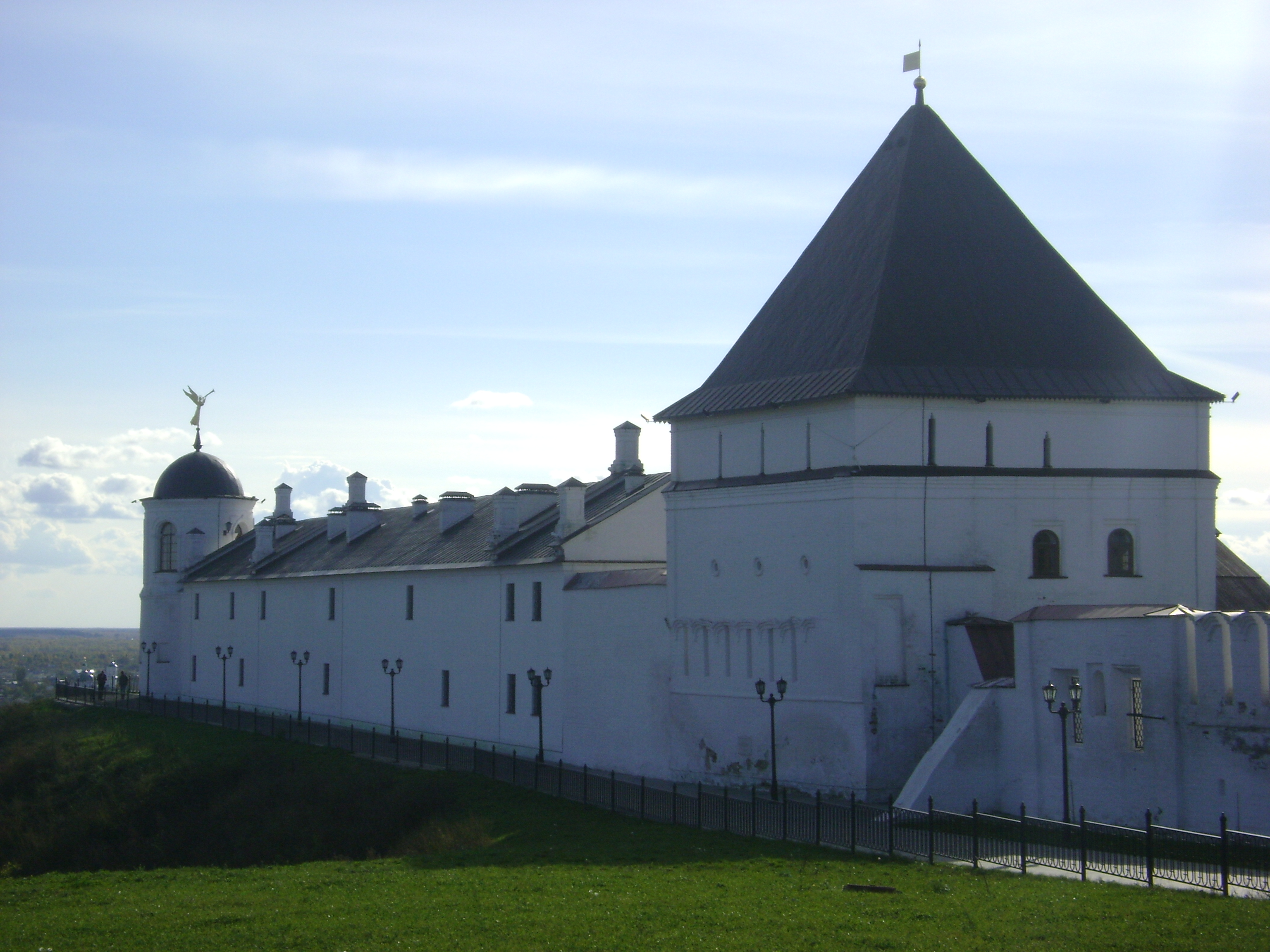
Lienzo de muralla entre la torre redonda de la esquina sureste y la torre cuadrada oriental.
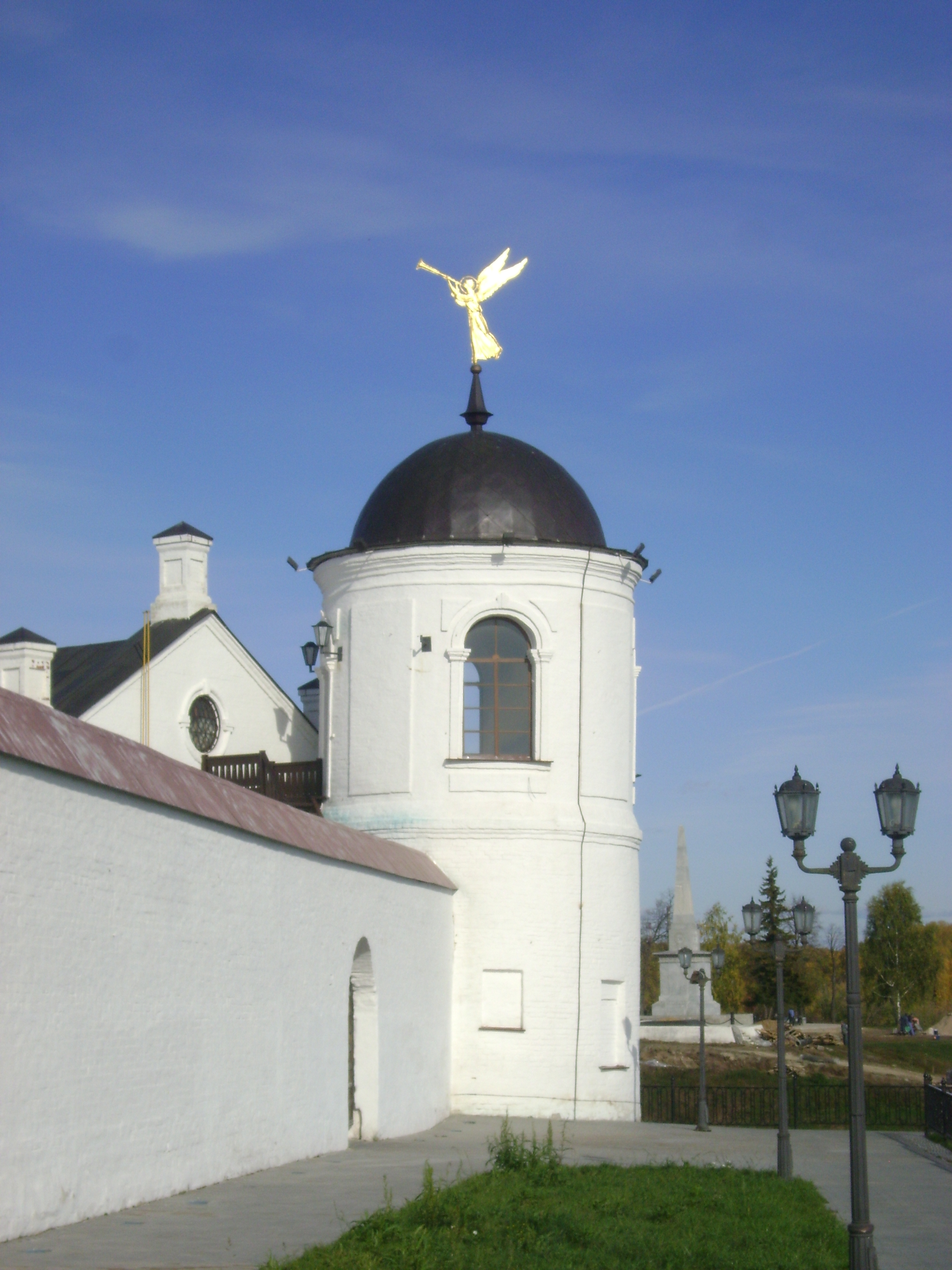
Torre de ángulo al suroeste
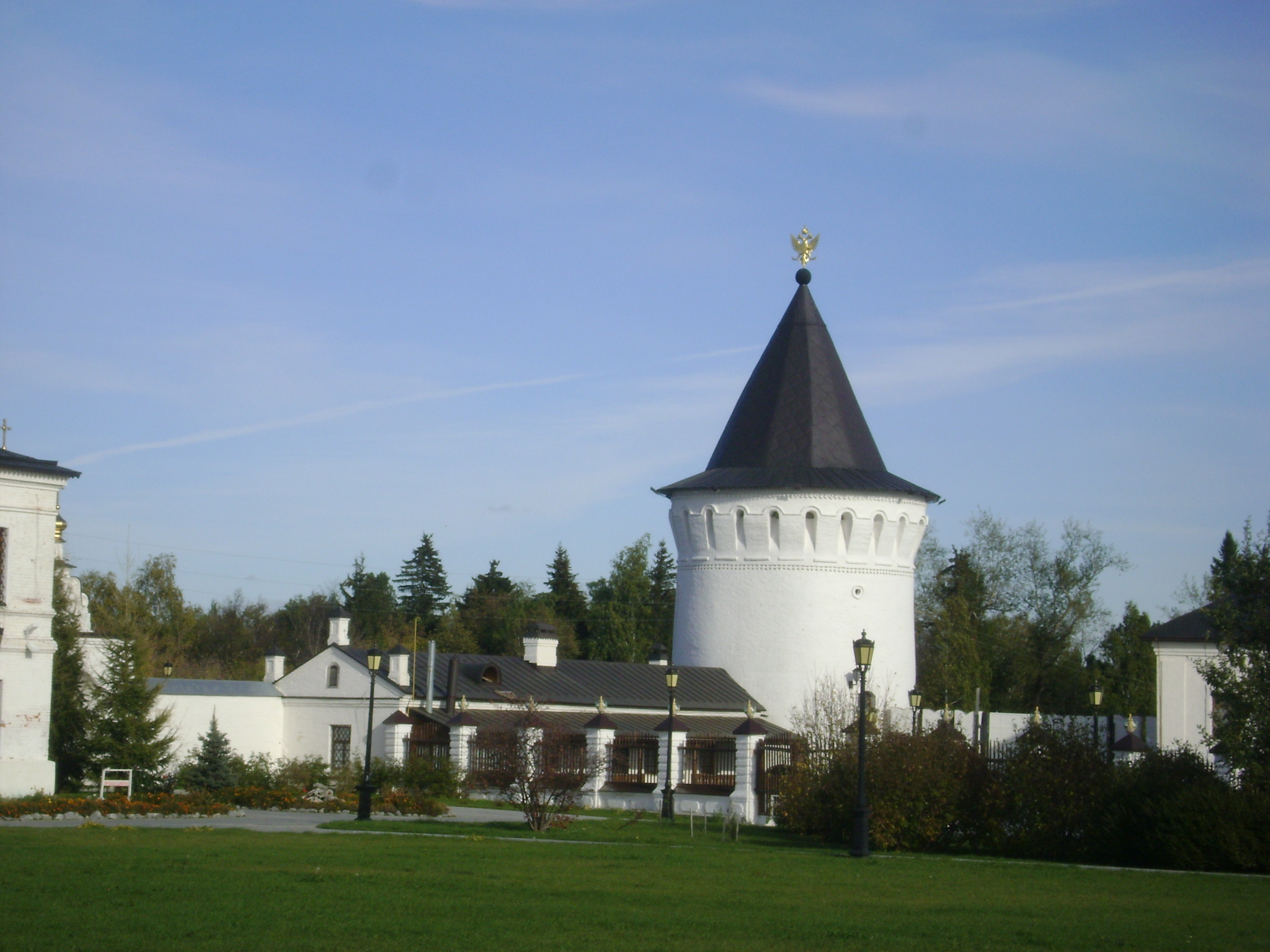
La torre Orlov
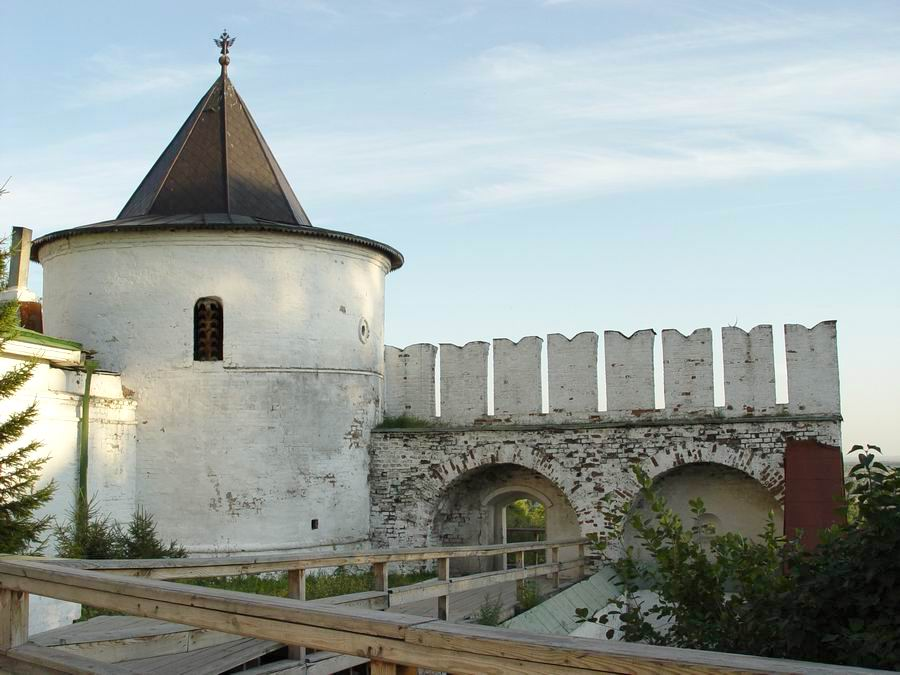
La torre Pavlinskaïa
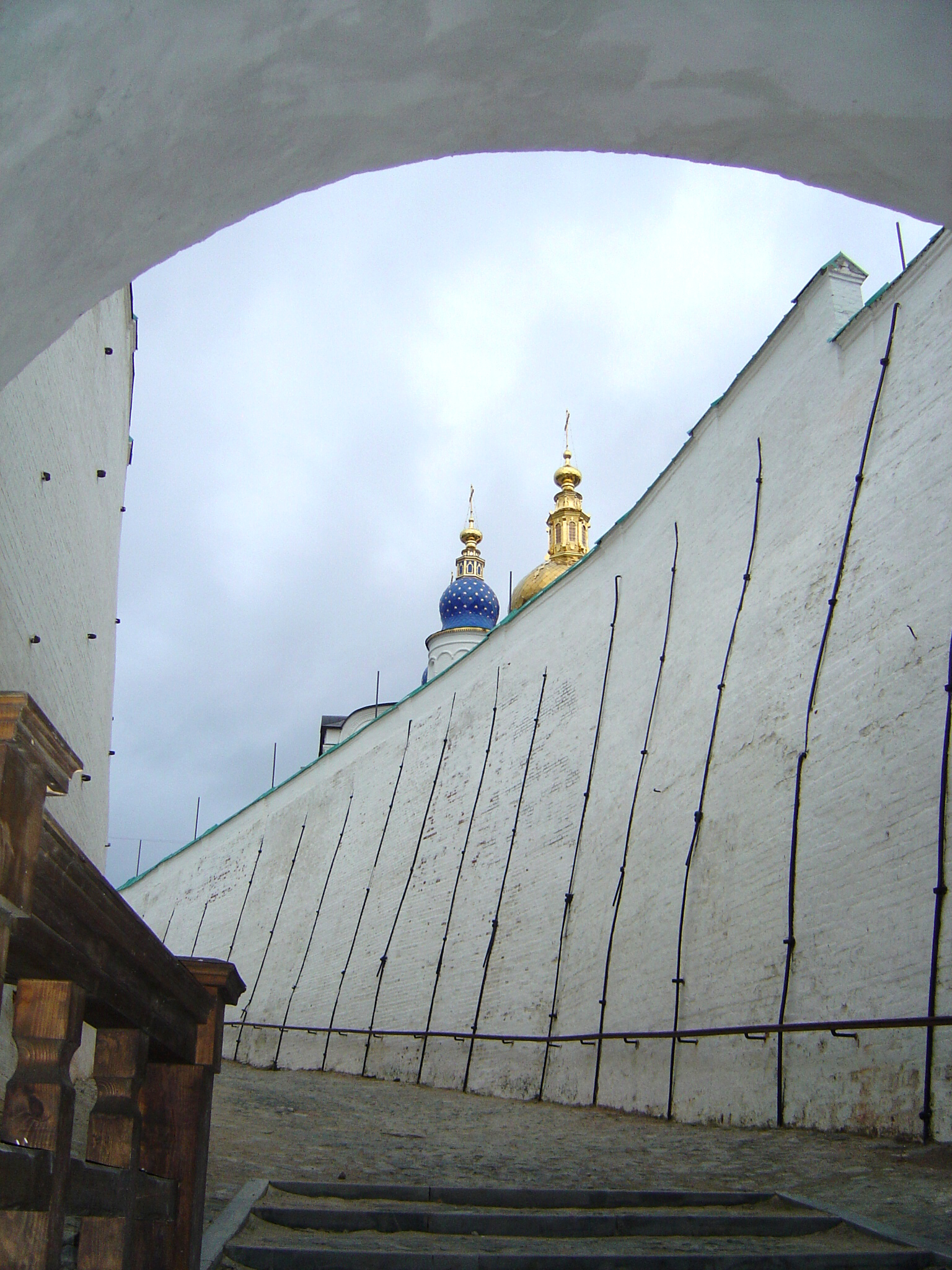
Murallas de la ciudadela en ladrillo

Edificios
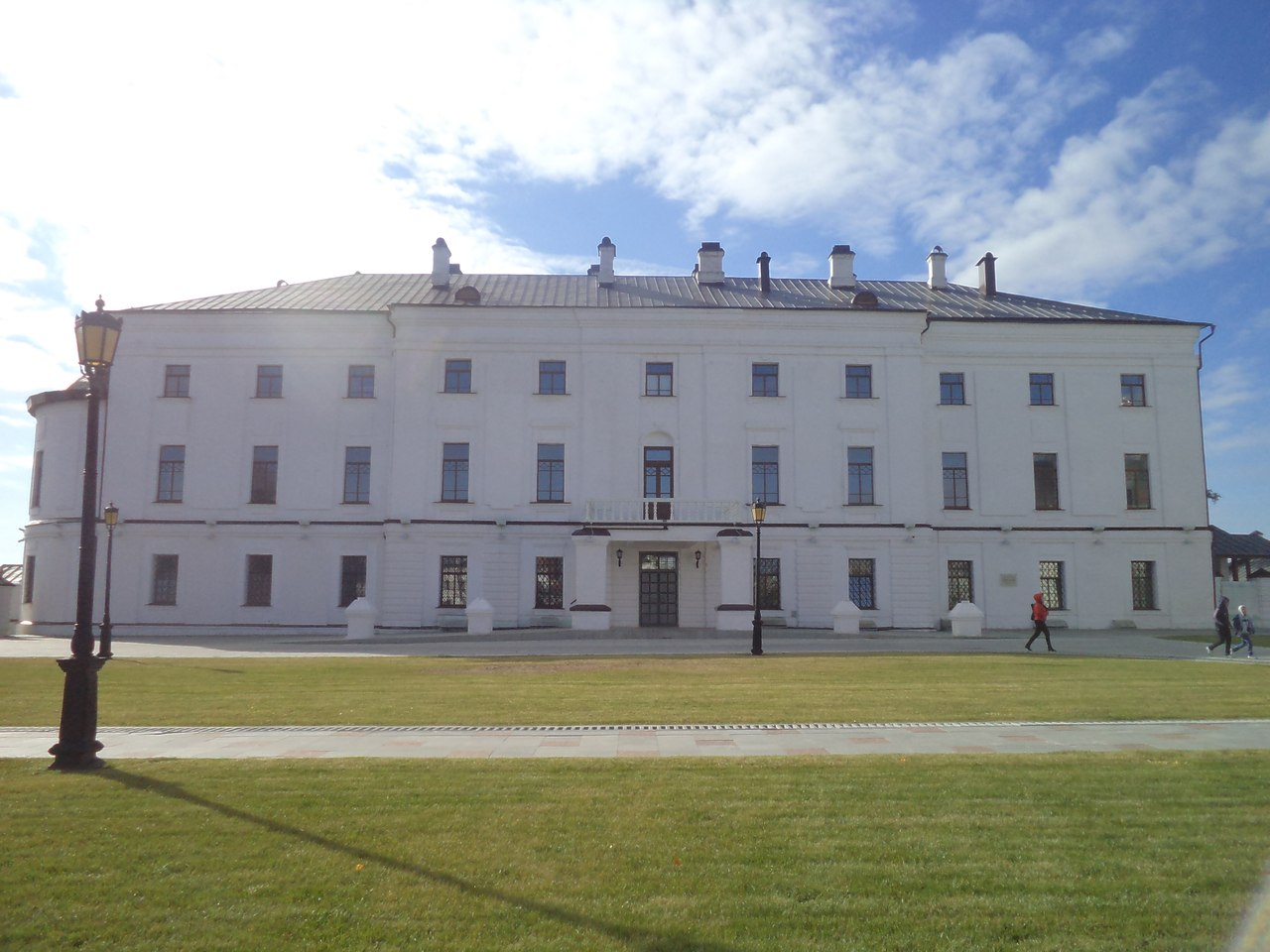
La casa del obispo
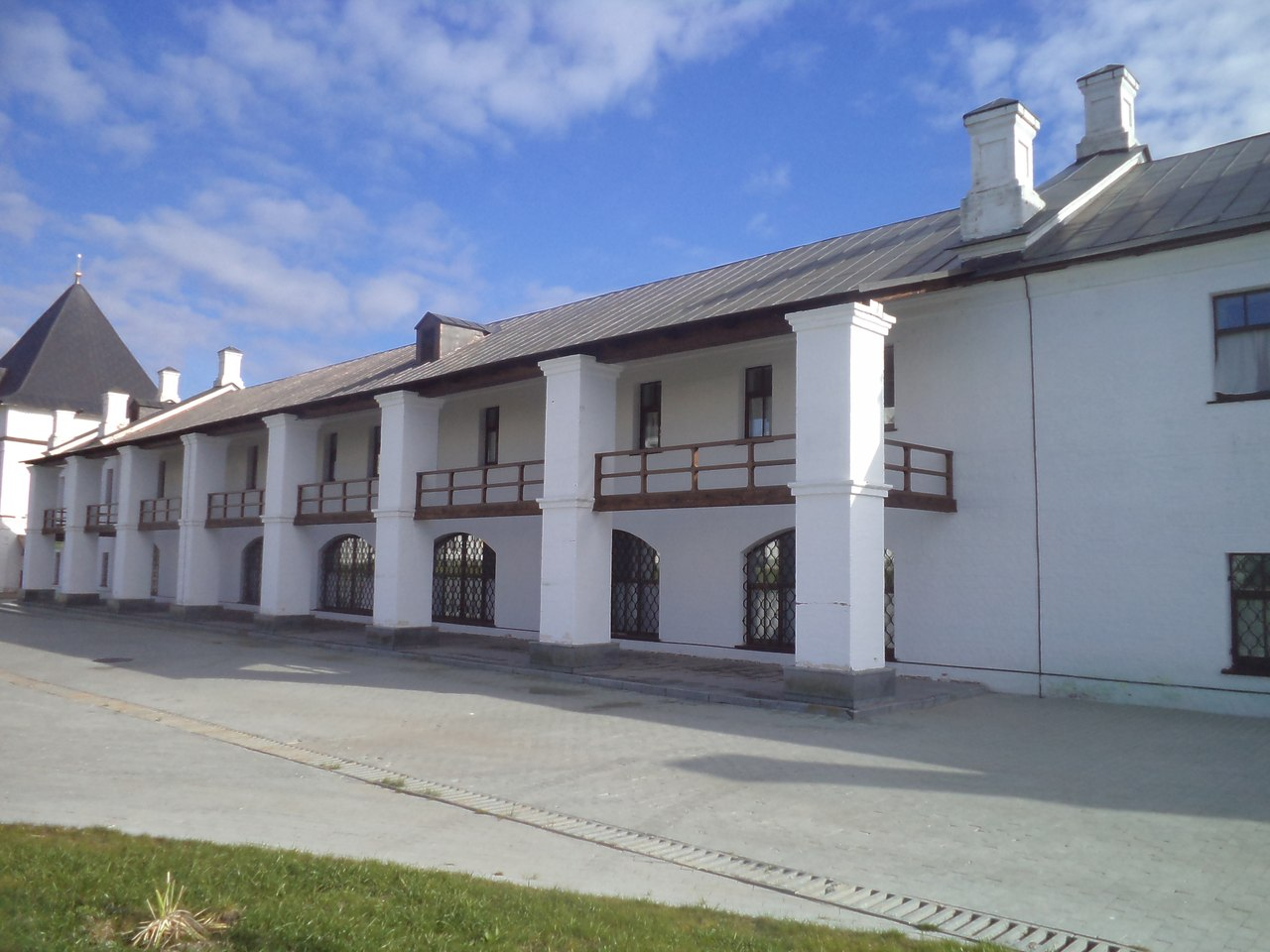
Establos de los obispos
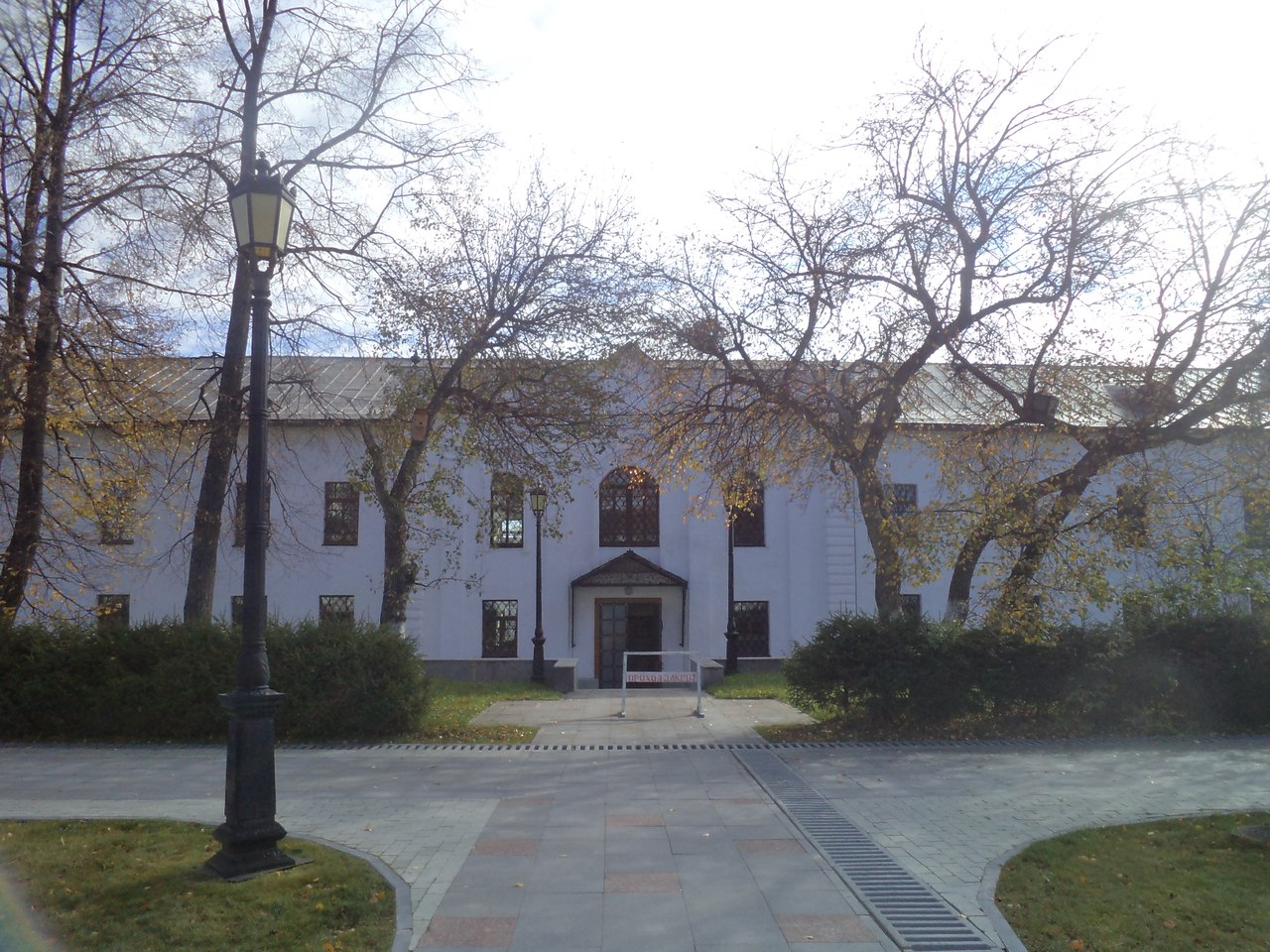
El edificio del consistorio
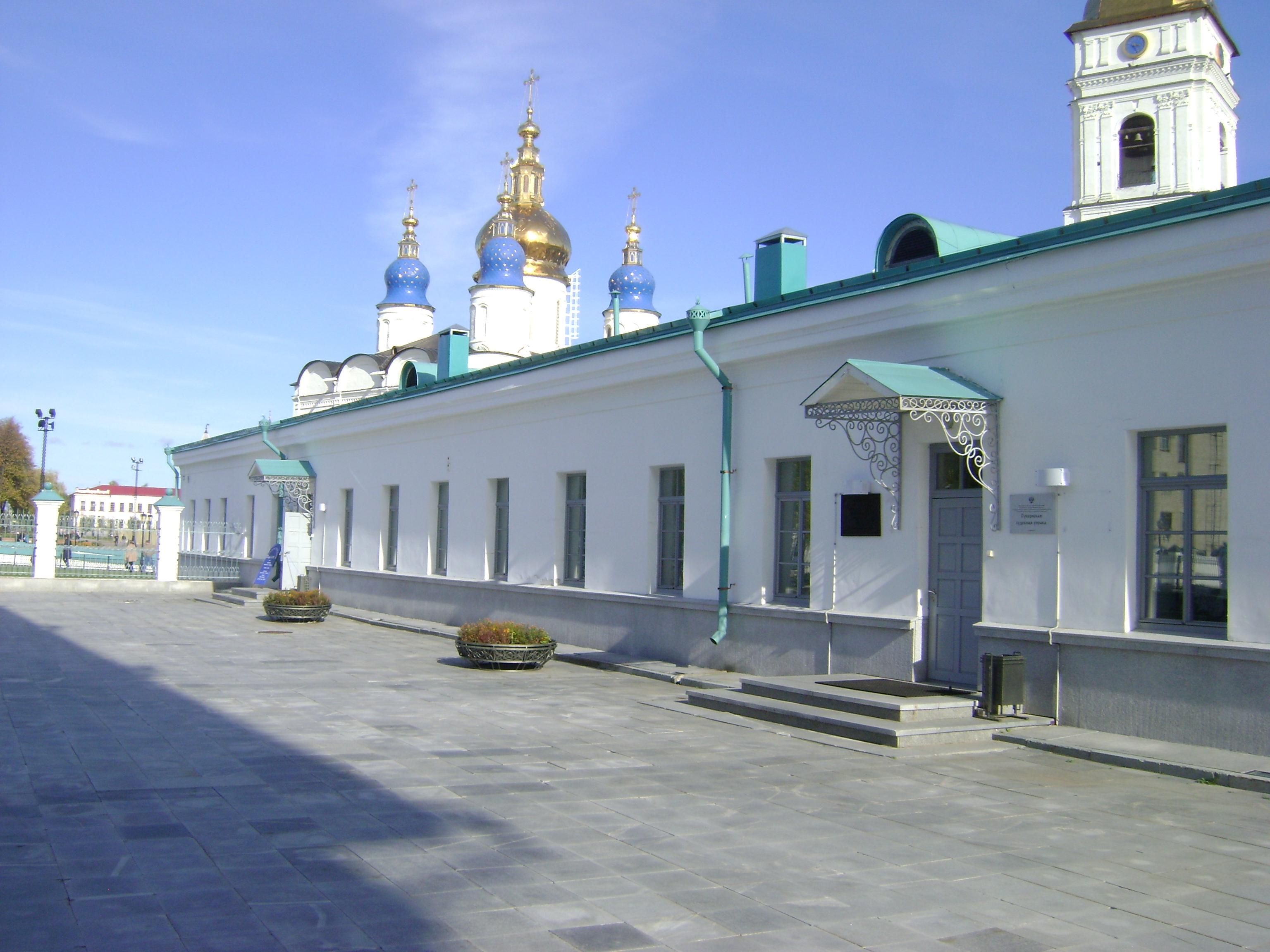
El edificio de la judicatura
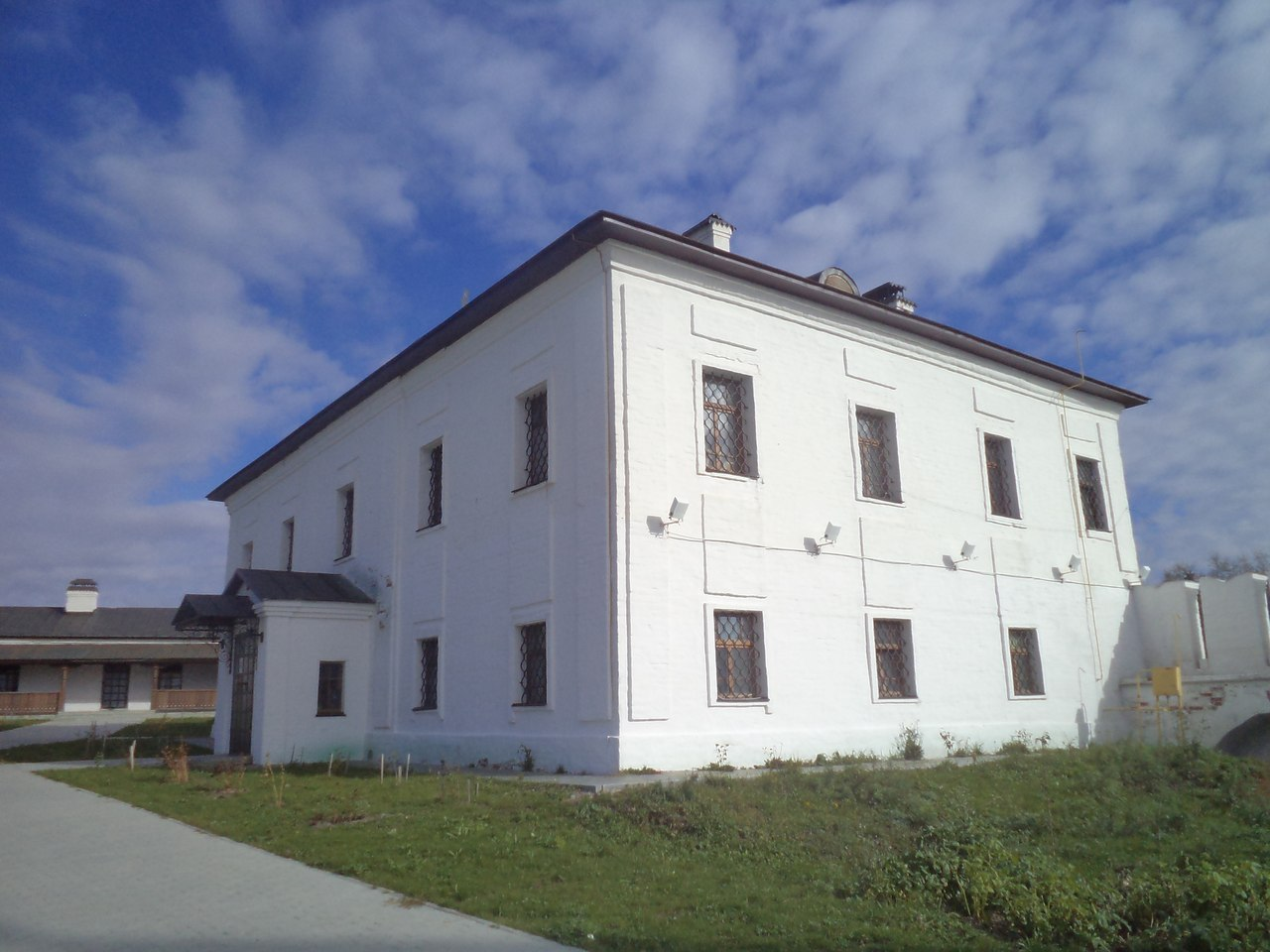
Casa de los monjes